# Harpers Ferry (Nyugat-Virginia)
Harpers Ferry település az Amerikai Egyesült Államok Nyugat-Virginia államában, Jefferson megyében. Lakosainak száma 269 fő (2020. április 1.).

## Közlekedés
A települést érinti az Amtrak egyik távolsági vasúti járata is, a Capitol Limited.

## Népesség
A település népességének változása:
| Lakosok száma | 308  | 307  | 286  | 233  | 269  |
|               | 1990 | 2000 | 2010 | 2019 | 2020 |